# USS Green Bay (LPD-20)
Pour les autres navires du même nom, voir USS Green Bay.

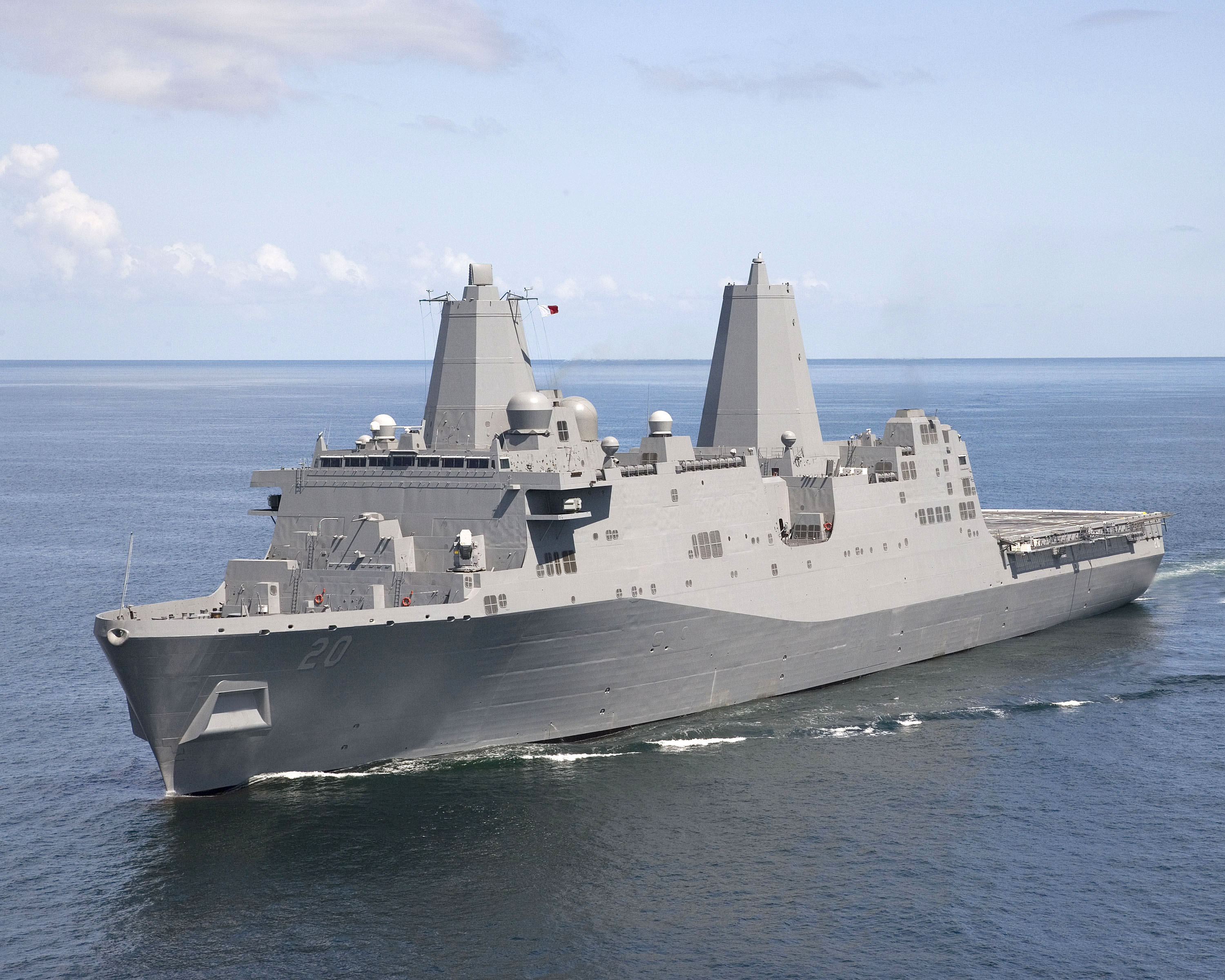
USS Green Bay (LPD-20)

L’USS Green Bay (LPD-20) est un navire de débarquement de classe San Antonio appartenant à la marine américaine. Nommé d'après la ville de Green Bay dans le Wisconsin, il est rattaché à la base navale de San Diego et organisé pour pouvoir débarquer un bataillon de 800 marines avec leur équipement.
En février 2011, il est déployé pour sept mois dans la région du Pacifique et relève de la 5e et 7e flotte des États-Unis.
Il participa aux efforts de sauvetage du séisme de 2011 de la côte Pacifique du Tōhoku qui frappa le Japon.